# ガーデンオーナメント

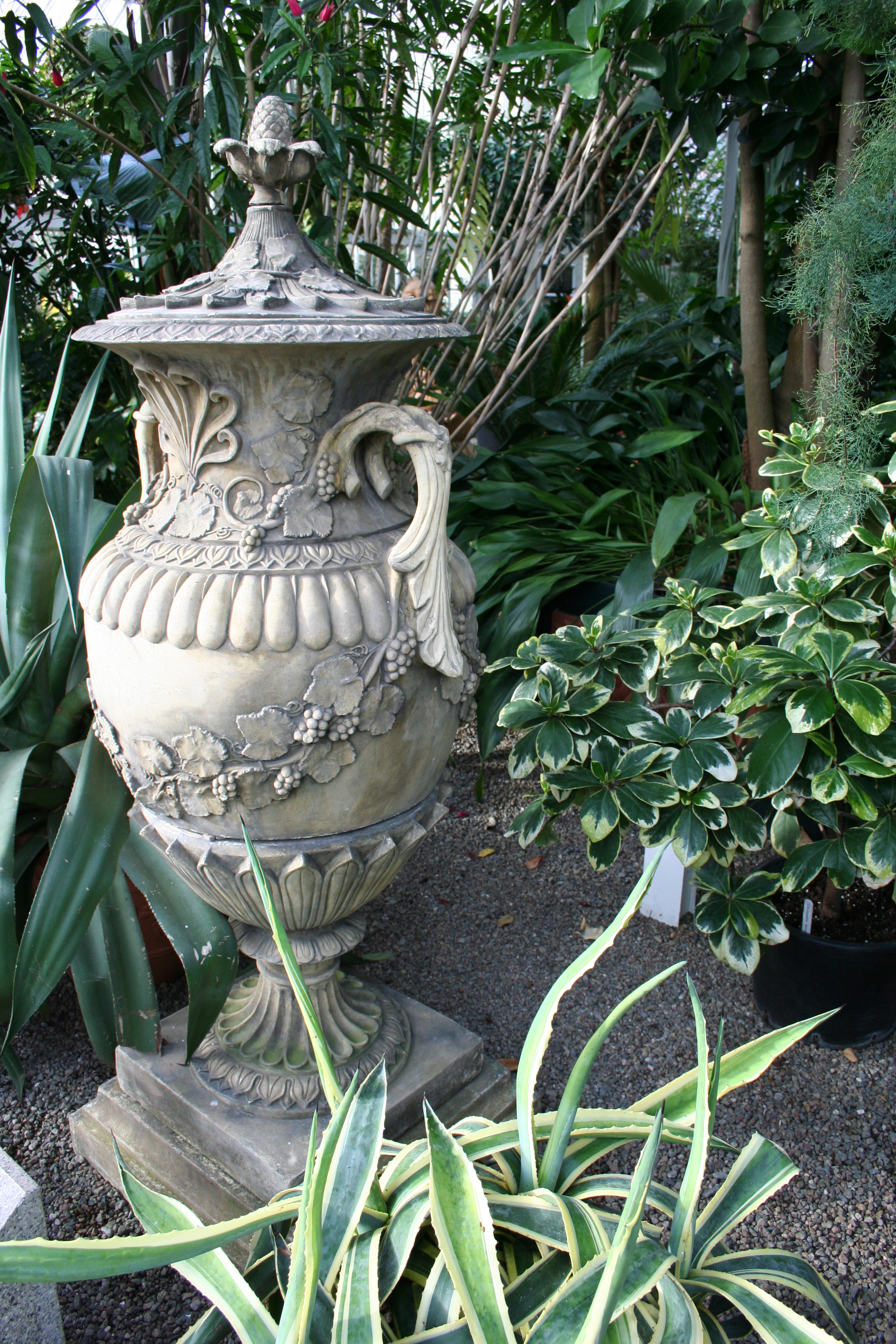
Garden ornament: 北アイルランドのベルファスト植物園、パームハウスの古典的な壷。

ガーデンオーナメント（garden ornament）、ガーデン用オーナメントは、庭に飾る置物やオブジェ、彫刻や鉢など一般に装飾のためにガーデン内に置かれる工作物（オーナメント）の総称。

## 例
- バードバス
- 鳥の餌箱
- 巣箱
- 柱–キャストストーン
- フラワーボックス・jardiniere
  - ウィンドウボックス
- フォリー
- 噴水
  - クーゲル噴水
- ガーデンファニチャー
- 凝視球
- ハンギングバスケット
- 祝日や季節の装飾品（クリスマス用や冬季ライトアップ等）
- 景観演出用の照明–装飾器具
  - プラスチック製ピンクフラミンゴ
- 円月橋/ムーンブリッジ–小さな装飾用
- 屋外暖炉
- 屋外彫刻
  - キネティック・アート/キネティック・スカルプチャー
  - マスク
  - オベリスク
- パゴダ–小さなもの
- 台座–テラコッタ、キャストストーンなど
- 池–盆地のある岩や岩
- ポット
  - 壷
  - 陶芸花瓶
- 鎖樋
- リフレクティングプール（Reflecting pool）–小型/ポータブルタイプ
- 日時計
- トピアリー
- 滝–小さなプレハブタイプ
- 風見鶏
- ウィンドチャイム
- 芝生装飾品
  - バスタブマドンナ（Bathtub_Madonna）
  - コンクリート製ガチョウ
  - ガーデン・ノーム
  - ローン・ジョッキー

## 参考
- 鷹本初太郞、1940年、ガーデン・オーナメント，庭園 22，日本庭園協会, 1940年2～4月号
- ジャパンガーデニングフェアfor 2004セミナー集、ガーデンを考える会、グリーン情報、2004年、ISBN/ISSN：4-907682-07-7